# Передерий, Иосиф Антонович
Иосиф Антонович Передерий (1913—1975) — Гвардии старшина Советской Армии, участник Великой Отечественной войны, Герой Советского Союза (1945)

## Биография
Иосиф Передерий родился 16 сентября 1913 года в станице Каневская (ныне — Каневский район Краснодарского края). После окончания трёх классов школы работал в колхозе. В 1935—1937 годах проходил службу в Рабоче-крестьянской Красной Армии. В июне 1941 года Передерий повторно был призван в армию. С июля того же года — на фронтах Великой Отечественной войны. К январю 1945 года гвардии старшина Иосиф Передерий был механиком-водителем танка Т-34-85, 1-го танкового батальона 66-й гвардейской танковой бригады (12-го гвардейского танкового корпуса, 2-й гвардейской танковой армии, 1-го Белорусского фронта). Отличился во время освобождения Польши.
В период с 15 января по 1 февраля 1945 года экипаж Передерия, действуя в районе городов Иновроцлав и Чарнкув, уничтожил 2 танка, около 20 автомашин и большое количество вражеских солдат и офицеров.
Указом Президиума Верховного Совета СССР от 24 марта 1945 года гвардии старшина Иосиф Передерий был удостоен высокого звания Героя Советского Союза с вручением ордена Ленина и медали «Золотая Звезда».
В 1946 году Передерий был демобилизован. Вернулся в родную станицу, где работал председателем колхоза, а затем бригадиром. Скончался 31 мая 1975 года.

## Награды
Был также награждён орденами Красного Знамени, Отечественной войны 1-й степени, Славы 3-й степени и рядом медалей.